# Goniozus
Goniozus (лат. ) — род ос-бетилид из надсемейства Chrysidoidea (Bethylidae, Hymenoptera). Около 170 видов.

## Распространение
Встречаются повсеместно.
По данным каталога перепончатокрылых России (2017) в Палеарктике 12 видов, в России 4 вида.

## Описание
Мелкие и среднего размера осы-бетилиды. Длина 2—4 мм. Максиллярные щупики 5-члениковые, лабиальные щупики состоят из 3 сегментов (фомула щупиков 5,3). Усики 13-члениковые. Клипеус клювовидный. Глаза и оцеллии развиты. Жвалы с 4 апикальными зубцами. Бёдра утолщённые. Брюшко крупное. Самки и самцы крылатые. В переднем крыле две замкнутые ячейки: медиальная и субмедиальная. Паразитоиды личинок насекомых, как правило, гусениц бабочек Gelechiidae, Pyralidae, и Tortricidae. Род был впервые выделен в 1856 году немецким энтомологом Арнольдом Фёрстером.

## Классификация
Около 170 видов, включая 4 ископаемых вида из Балтийского и Доминиканского янтаря
- Goniozus aethiops Evans, 1976
- Goniozus ahmeadi Kurian, 1955
- Goniozus akitsushimanus Terayama, 2006
- Goniozus alayoellus Evans, 1970
- Goniozus angulatus  (Muesebeck, 1933)
- Goniozus antileanus  Evans, 1969
- Goniozus antipodum  Westwood, 1874
- Goniozus arcuatus  (Kieffer, 1911)
- Goniozus armigerae  Santhosh & Narendran, 2009[13]
- Goniozus asperulus Evans, 1978
- Goniozus claripennis (Foerster, 1851) typus (Европа, Кавказ, Сибирь)
- †Goniozus contractus  (Brues) олигоцен Балтийский янтарь
- †Goniozus copalinus  Meunier голоцен, Malagasy Copal resin
- †Goniozus definitus  Ramos & Azevedo, 2014 олигоцен, Балтийский янтарь
- Goniozus disjunctus (Kieffer, 1926)
- Goniozus distigmus Thomson, 1862
- Goniozus gallicola (Kieffer, 1905)
- Goniozus gestroi (Kieffer, 1904)
- Goniozus inauditus Santhosh, 2015[14]
- Goniozus indicus (Ashmead, 1903)
- Goniozus jacintae Farrugia, 1971
- Goniozus japonicus Ashmead, 1904 (Россия, Япония)
- Goniozus koreanus Lim[15]
- Goniozus kuriani Santhosh
- Goniozus lamprosemae  Xu, He & Terayama, 2002[16]
- Goniozus legneri Gordh, 1982[17][18][19]
- Goniozus maurus Marshall, 1905
- Goniozus mesolevis Lim[15]
- Goniozus mobilis Foerster, 1860
- Goniozus musae Ward, 2013
- Goniozus plugarui Nagy, 1976
- Goniozus punctatus Kieffer, 1914
- †Goniozus respectus  Sorgмиоцен, Доминиканский янтарь
- Goniozus tibialis Vollenhoven, 1878
- Goniozus yezo  Terayama, 2006[20]
- Goniozus yoshikawai Terayama, 2006[20]
- Другие виды